# Neuengroden

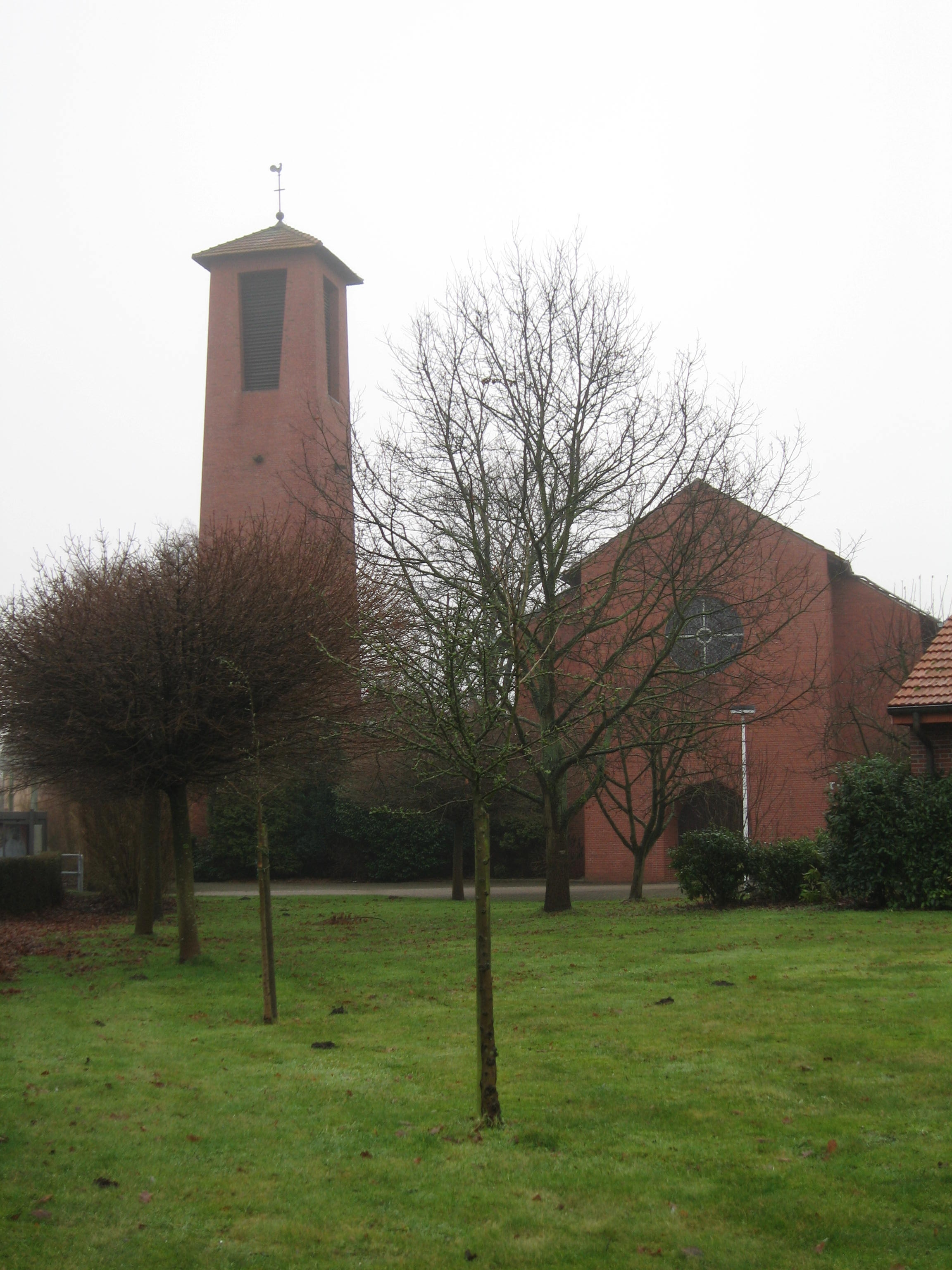
Kirche St. Michael

Neuengroden ist ein Stadtteil im Nordosten von Wilhelmshaven in Niedersachsen. Angrenzende Stadtteile sind Altengroden im Nordwesten (westlich Lönsweg), Rüstersiel im Nordosten, Rüstringer Stadtpark im Westen (Grenze Lönsweg, Neuengrodener Weg und Friedensstraße) und Heppens im Süden (südöstlich der Friedensstraße). Im Osten schließt sich ab Friesendamm das industriell genutzte Areal des Heppenser Grodens mit dem Ölhafen und Teilen des Stützpunktes der Bundesmarine sowie des Rüstersieler Grodens an.

## Geschichte
Neuengrodens Vorgeschichte ist eng verknüpft mit der Geschichte des Deichbaus. Denn erst durch den Bau des Neuengrodendeiches 1520 konnte das Land gewonnen werden, auf dem Neuengroden heute liegt. Die Freiligrathstraße, die sich durch ganz Neuengroden zieht, verläuft in etwa in Richtung des ehemaligen Deiches. Westlich der Freiligrathstraße wurde zu Beginn des Zweiten Weltkrieges eine provisorische Siedlung gebaut. Sie wurde im Laufe der letzten Jahre grundlegend modernisiert. Östlich der Freiligrathstraße entstanden überwiegend Reihen- und Einfamilienhäuser. Kleingartenvereine tragen zum grünen Bild Neuengrodens bei.

## Infrastruktur
Das Ortsbild ist geprägt von Reihen- und Einfamilienhäusern sowie zahlreichen Kleingartenanlagen. Auf dem ehemaligen Gelände des ehemaligen Sportvereins Frisia am Triftweg entsteht das Neubaugebiet Erich-Kästner-Ring mit 31 neuen Wohnhäusern.
In Neuengroden gibt es die ehemalige katholische Filialkirche St. Michael, die zur Stadtgemeinde St. Willehad gehört, welche aber im Jahr 2013 profaniert wurde und seit dem vom Malteser Hilfsdienst genutzt wird. Die größere evangelische Gemeinde mit der Thomaskirche befindet sich im Zentrum des Stadtteils. Beiden Kirchengemeinden unterhalten einen Kindergarten. Die Grundschule Neuengroden, die im Jahre 1900 erbaut wurde, wurde zu Beginn des Schuljahres 2009/2010 geschlossen. Der Friedhof in der Friedensstraße gehört ebenfalls zu Neuengroden.
Die Arbeitslosenquote liegt mit 5,7 % unter dem Wilhelmshavener Durchschnitt von 9,3 % (Stand: 15. Dezember 2010).
Westlich von Neuengroden liegt der Rüstringer Stadtpark mit einem Teich auf dem im Sommer Tretboot gefahren werden kann, der Gastronomie „Bootshaus“ und dem Wilhelmshavener Ehrenfriedhof. Östlich von Neuengroden befinden sich der Ölhafen Wilhelmshavens sowie Teile des Marinearsenals.

## Einwohner

### Entwicklung
Seit 2000 ist die Einwohnerzahl Neuengrodens gesunken. Am 31. Dezember 2017 hatte der Stadtteil noch 3908 Einwohner.

### Ausländer- und Migrantenanteil
Im Jahr 2007 waren noch 1,7 % der Neuengrodener ausländischer Abstammung, wohingegen es im Jahr 2017 4,4 % sind. Der Wilhelmshavener Durchschnitt liegt bei 9,6 %. Der Anteil der Migranten liegt bei 15,4 % bei einem städtischen Durchschnitt von 21,8 %.

### Besiedlung
Neuengroden hat eine Fläche von 210,6 Hektar. Die Einwohnerdichte beträgt 18,8 Einwohner je Hektar. Der Stadtteil ist somit ähnlich stark besiedelt wie die Stadtteile Schaar und Voslapp (Stand 2007).

### Alter
Der Altersdurchschnitt der Einwohner Neuengrodens liegt bei 49,7 Jahren. Damit hat der Stadtteil nach Siebethsburg und Neuende den dritthöchsten Altersdurchschnitt aller Wilhelmshavener Stadtteile. 30,1 % der Neuengrodener sind 65 Jahre und älter und nur 11,4 % Minderjährige. Damit weist der Stadtteil einen um 5 Prozentpunkte höheren Wert auf als der städtische Durchschnitt – bedingt jedoch durch mehrere Alten- und Pflegeeinrichtungen.

### Familienstand
Aufgrund des überdurchschnittlichen Senioren-Anteils hat Neuengroden zusammen mit der Innenstadt auch den zweithöchsten Anteil an verwitweten Personen. 9,5 % der Einwohner waren am 31. Dezember 2017 Witwen oder Witwer. Der meiste Anteil der Bewohner ist jedoch verheiratet bzw. hat einen Lebenspartner (44,8 %).

### Einwohnerbewegungen
Im Jahr 2017 überstiegen 83 Sterbefälle die 19 Geburten um das fast dreifache. Hier machen sich die Standorte mehrerer Alten- und Pflegeheime bemerkbar. Die Hälfte der Sterbefälle bezieht sich allein auf 4 Einrichtungen. Bei den räumlichen Einwohnerbewegungen konnte Neuengroden im Jahr 2017 528 Einwohner gewinnen. Obwohl die Außenwanderungen über die Stadtgrenze hinaus zu Wanderungsverlusten führten, konnte ein deutlich positives Saldo bei den innerstädtischen Umzügen erzielt werden. Die Bilanz für den Stadtteil insgesamt: + 67 Einwohner.

## Gewerbe
An der Freiligrathstraße befinden sich auf Höhe des Neuengrodener Wegs ein Lidl-Supermarkt, eine Jet-Tankstelle und ein Schuster. Mehrere Gärtnereien und Blumenläden haben sich in Neuengroden niedergelassen.

## Geschichte
Der Stadtteil ist auf dem Land errichtet, das 1520 durch Eindeichung mit dem Bau des Neuengrodendeiches gewonnen wurde. Bis zur Vereinigung von Rüstringen und Wilhelmshaven (1939) gehörte Neuengroden zu Rüstringen. 1939 wurde hier eine Siedlung errichtet, die später modernisiert wurde.

## Kultur und Sehenswürdigkeiten
- Tauffenster der Thomaskirche und die „Thomas-Figur“ des polnischen Künstlers Sled'z, sowie die Pfeifenorgel von Alfred Führer
- Ehemalige Katholische Kirche St. Michael (Baujahr 1954)
- Ehemalige Grundschule Neuengroden (Baujahr 1900)
- Alte Kapelle und neue Trauerhalle auf den Friedhof Friedenstraße

Nahegelegen:
- Rüstringer Stadtpark mit Ehrenfriedhof und Rosarium

## Ansichten

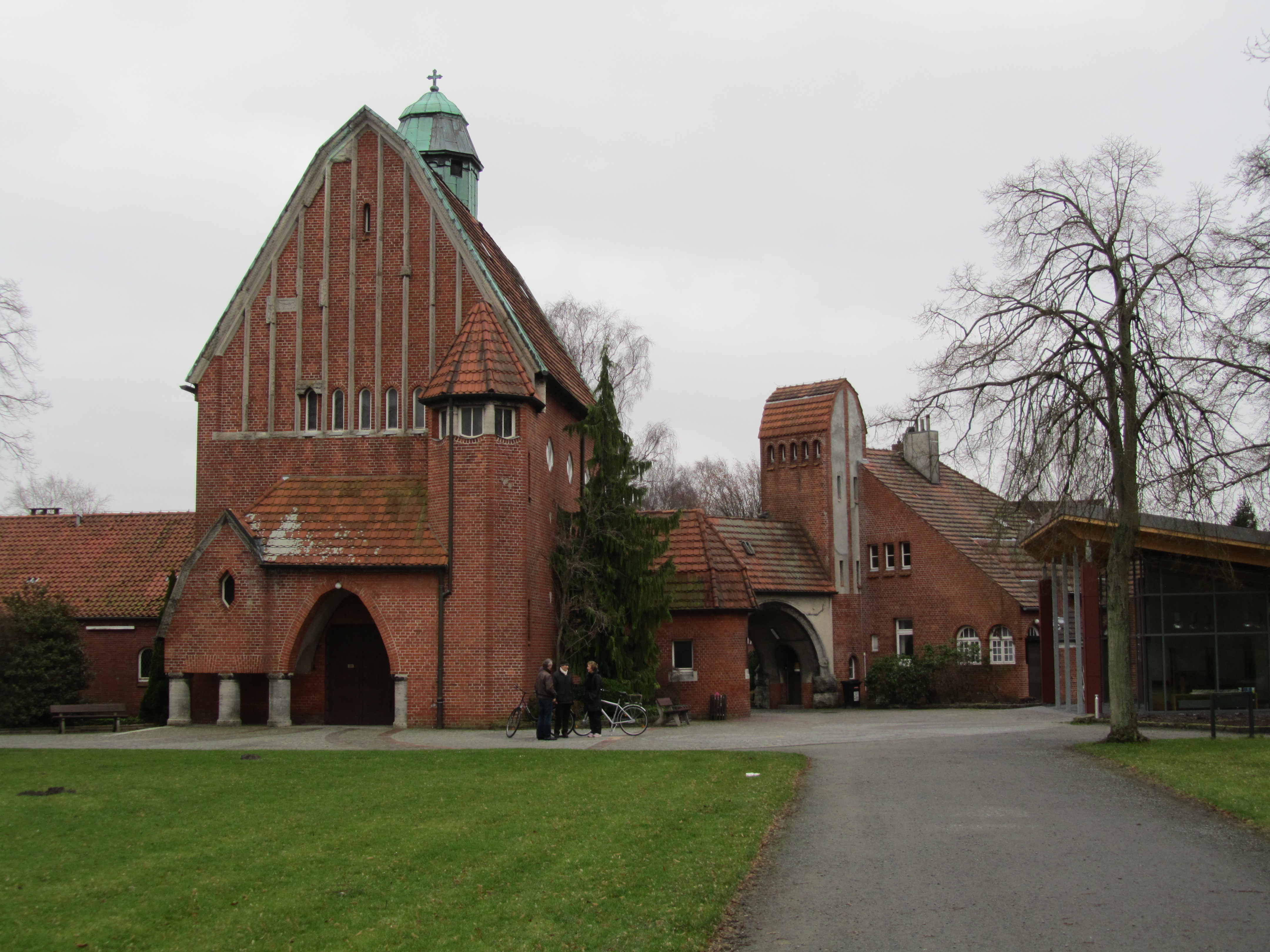
Friedhof, alte Kapelle
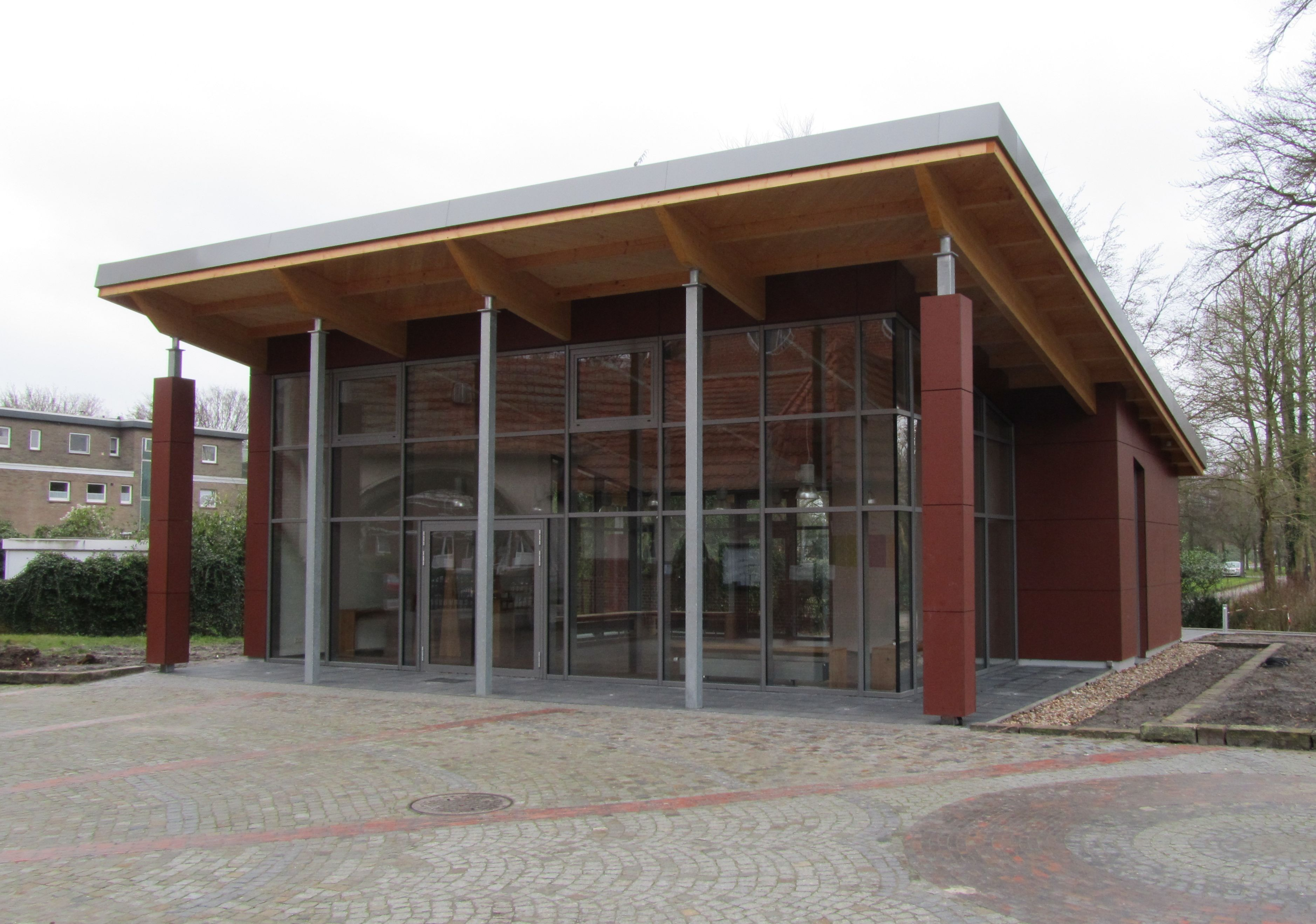
Friedhof, Infopavillon
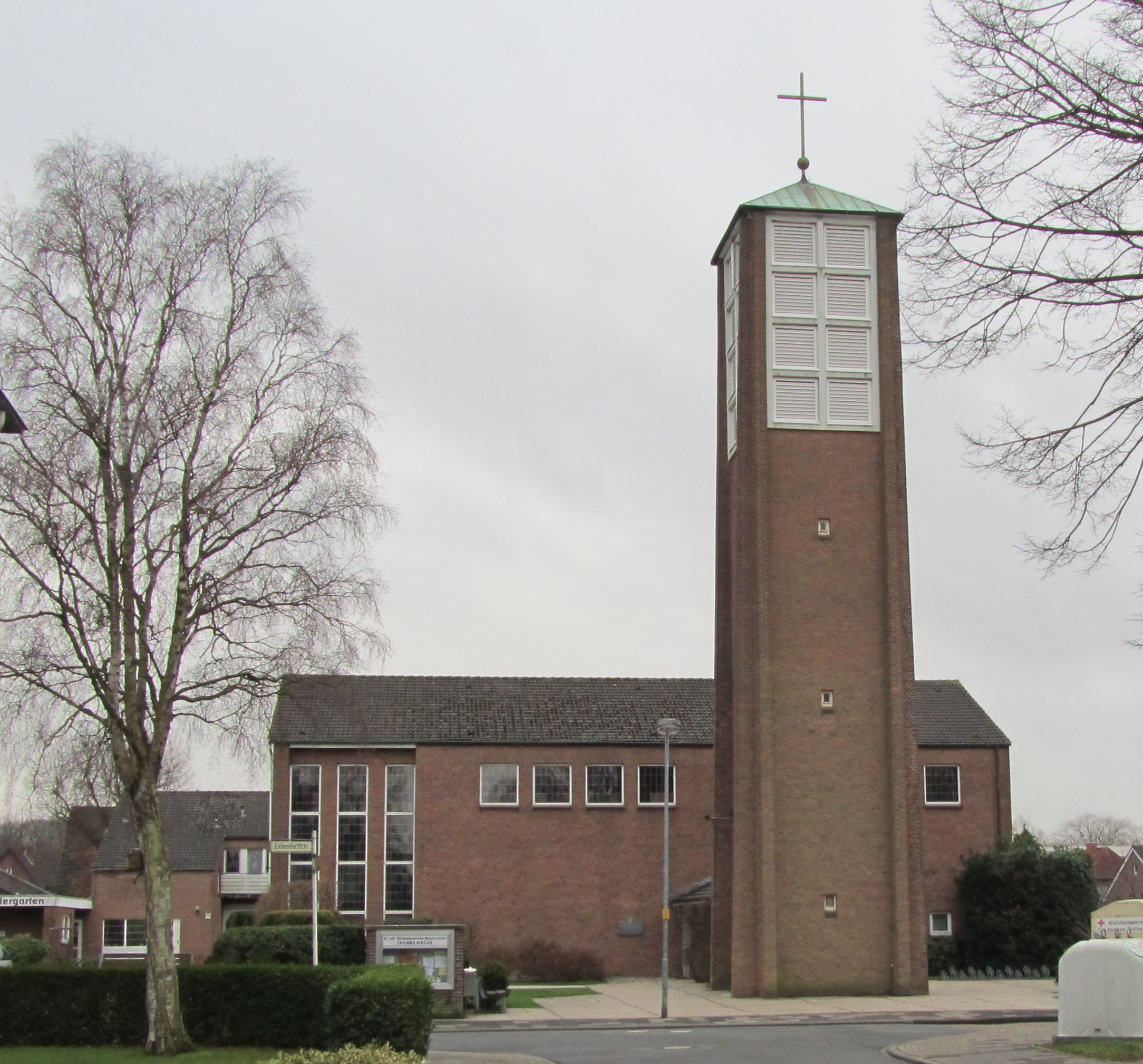
Thomaskirche